# Campo Alegre (Salta)
Der Campo Alegre ist ein Stausee an der Ruta Nacional 9, 5 km nördlich des Ortes La Caldera in der Provinz Salta in Argentinien. Er liegt auf einer Höhe von 1400 m, hat eine Oberfläche von 322 Hektar und ist bis zu 38 m tief. Der Staudamm wurde Anfang der 1970er Jahre innerhalb einer Bauzeit von sechs Jahren errichtet.
Das aufgestaute Wasser dient der Bewässerung der umliegenden Felder sowie der Trinkwasserversorgung der 30 km entfernten Stadt Salta. Der See ist auch ein Ausflugsziel für Segler und Angler. Im See kommen Ährenfische (Atherinopsidae), Forellen, Welsartige und Sardinen vor. 1994 wurde der Südosthang des Damms zum Naturschutzgebiet für die Pflanzen- und Tierwelt erklärt.